# Groot-Osaka
Groot-Osaka (Japans: 京阪神, Keihanshin) is een Japanse metropool rondom de steden Osaka, Kobe en Kioto. Het centrum van deze metropool, ook wel Osaka-Kobe-Kioto genoemd, vormt de stad Osaka. Begin 2007 had deze metropool een geschatte bevolking van ongeveer 17,5 miljoen inwoners. Dit maakt de metropool de op een na grootste van Japan (de grootste is de metropool Groot-Tokio). 
Buiten de drie kernsteden zijn de grootste steden van de metropool Sakai, Himeji, Higashiosaka, Nishinomiya en Amagasaki.

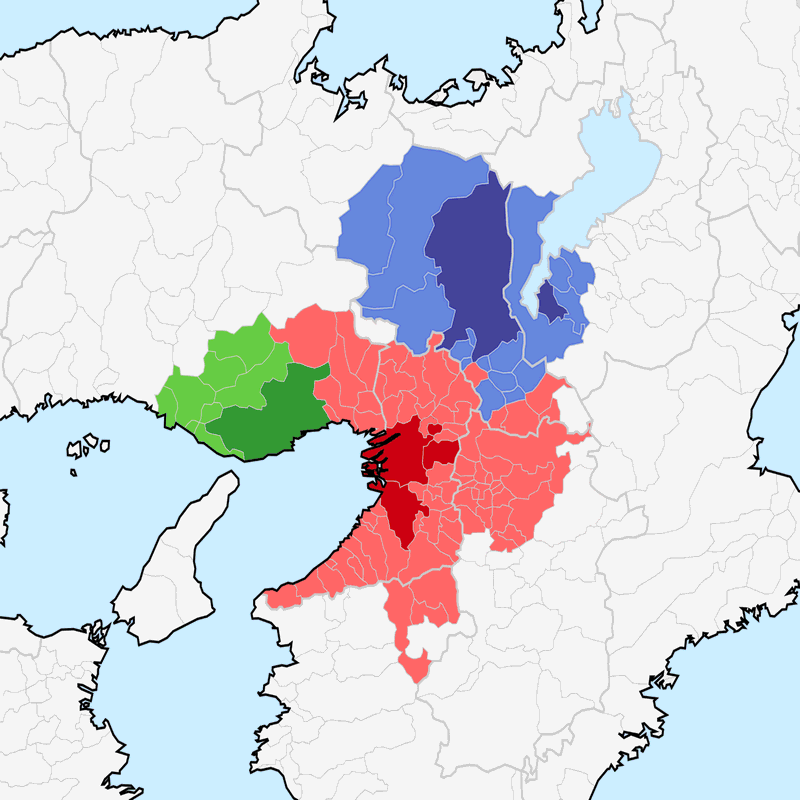
Osaka, Kobe en Kioto Urban Employment Area's (都市雇用圏, Toshi Koyō-ken).

## Prefecturen
- Osaka - de volledige prefectuur
- Hyogo – het zuidelijk deel
- Kyoto - het zuidelijk deel
- Nara - het noordelijk deel
- Shiga – de zuidelijk en westelijk deel

## Steden
Naast de drie grote steden Osaka, Kobe en Kioto bestaat de metropool officieel uit de volgende steden:

### Prefectuur Osaka
| - Daito - Fujiidera - Habikino - Hannan - Higashiosaka - Hirakata - Ibaraki - Ikeda - Izumi - Izumiotsu - Izumisano | - Kadoma - Kaizuka - Kashiwara - Katano - Kawachinagano - Kishiwada - Matsubara - Minoh - Moriguchi - Neyagawa - Osakasayama | - Sakai - Sennan - Settsu - Shijonawate - Suita - Takaishi - Takatsuki - Tondabayashi - Toyonaka - Yao |

### Prefectuur Hyogo
| - Aioi - Akashi - Amagasaki - Ashiya - Awaji - Himeji | - Itami - Kakogawa - Kasai - Kawanishi - Miki - Nishinomiya | - Ono - Sanda - Sasayama - Takarazuka - Takasago - Tatsuno |

### Prefectuur Kioto
| - Joyo - Kameoka - Kyotanabe | - Muko - Nagaokakyo | - Uji - Yawata |

### Prefectuur Nara
| - Gojo - Gose - Ikoma - Kashiba | - Kashihara - Katsuragi - Nara - Sakurai | - Tenri - Yamatokoriyama - Yamatotakada |

### Prefectuur Shiga
| - Higashiomi - Hikone - Koka - Konan | - Kusatsu - Moriyama - Omihachiman - Otsu | - Rittō - Takashima - Yasu |

### Andere steden
- Hashimoto in de prefectuur Wakayama
- Iga in de prefectuur Mie
- Nabari in de prefectuur Mie